# Макондо
Макондо (на испански: Macondo) е митично градче, в което се развива действието на романа на Габриел Гарсия Маркес „Сто години самота“. Името се ражда случайно в главата на един от основателите на това селище - Хосе Буендия. Според романа то е основано от преселници от южноамериканския град Риоача. В него живее фамилията Буендия (от исп.-„добър ден“), членовете на която са главни действащи лица в романа на Маркес.
Предполага се, че Макондо е измислено въз основа на родното място на Гарсия Маркес – Аракатака. Макондо се нарича бананова плантация в близост до Аракатака и означава банан на езика банту. В Ню Йорк има ресторант, наречен Макондо.